# Grigorios Sanikis
Grigorios Sanikis (griechisch Γρηγόριος Σανίκης; * 29. Januar 1980 in Veria, Griechenland) ist ein ehemaliger griechischer Handballspieler.

## Karriere
Der 1,89 m große Rückraumspieler begann mit dem Handballspiel bei Filippos Verias in seiner Heimatstadt. Dort debütierte er auch in der ersten griechischen Liga und gewann 2003 die griechische Meisterschaft. 2004 wechselte er ins Ausland zur SG Kronau-Östringen in die zweite deutsche Liga. Mit Kronau stieg er 2005 in die 1. Handball-Bundesliga auf, schloss sich aber dem anderen Aufsteiger MT Melsungen an. Im Sommer 2013 kehrte Sanikis nach Griechenland zurück, wo er einen Vertrag bei AEK Athen unterschrieb. 2014 gewann er den griechischen Pokal. Mit Olympiakos Piräus gewann er zum Ende seiner Karriere 2018 und 2019 erneut die griechische Meisterschaft sowie den Pokal.
Grigorios Sanikis bestritt 106 Länderspiele für die griechische Handballnationalmannschaft. Bei der Weltmeisterschaft 2005 in Portugal belegte er mit Griechenland den sechsten Platz.
Sanikis lebt mit seiner Frau und seinen zwei Kindern wieder in Veria, wo er für die Gemeinde im Bereich Sport arbeitet.